# Elitserien i baseboll 1985
Elitserien i baseboll 1985 var den för 1985 års säsong högsta serien i baseboll i Sverige. Totalt deltog 8 lag i serien, där alla lag spelade mot varandra tre gånger vilket gav totalt 21 omgångar. Efter detta gick de fyra främsta vidare till SM-serien och de fyra sämsta till nedflyttningsserien. I SM-serien spelade lagen mot varandra tre gånger, vilket gav ytterligare nio omgångar - vinnaren av serien blev svenska mästare. I nedflyttningsserien spelade lagen mot varandra tre gånger, vilket gav nio omgångar. Det sämsta laget flyttades ner.

## Grundserien
| Nr | Lag             | Matcher | Vunna | Förlorade | Vinstprocent |
| -- | --------------- | ------- | ----- | --------- | ------------ |
| 1  | Sundbyberg      | 21      | 19    | 2         | 0.905        |
| 2  | Leksand         | 21      | 13    | 8         | 0.619        |
| 3  | Bagarmossen     | 21      | 11    | 10        | 0.524        |
| 4  | Skellefteå      | 21      | 11    | 10        | 0.524        |
| 5  | Kungsängen      | 21      | 10    | 11        | 0.476        |
| 6  | Skarpnäck       | 21      | 8     | 13        | 0.381        |
| 7  | Sundsvall       | 21      | 7     | 14        | 0.333        |
| 8  | Ljusdal Strikes | 21      | 5     | 16        | 0.238        |

## SM-serien
| Nr | Lag         | Matcher | Vunna | Förlorade | Vinstprocent |
| -- | ----------- | ------- | ----- | --------- | ------------ |
| 1  | Sundbyberg  | 8       | 6     | 2         | 0.750        |
| 2  | Leksand     | 9       | 6     | 3         | 0.667        |
| 3  | Bagarmossen | 8       | 4     | 4         | 0.500        |
| 4  | Skellefteå  | 9       | 1     | 8         | 0.111        |

## Nedflyttningsserien
| Nr | Lag             | Matcher | Vunna | Förlorade | Vinstprocent |
| -- | --------------- | ------- | ----- | --------- | ------------ |
| 1  | Skarpnäck       | 9       | 5     | 4         | 0.556        |
| 2  | Sundsvall       | 9       | 5     | 4         | 0.556        |
| 3  | Kungsängen      | 9       | 4     | 5         | 0.444        |
| 4  | Ljusdal Strikes | 9       | 4     | 5         | 0.444        |

### Webbkällor
- Svenska Baseboll- och Softbollförbundet, Elitserien 1963-